# Hôtel de ville de Tourcoing
El hôtel de ville de Tourcoingde Tourcoing es un edificio, Monumento Histórico construido entre 1866 y 1885 sobre los planos originales del arquitecto turinés Charles Maillard que alberga el ayuntamiento de Tourcoing. Está situado en la plaza Victor Hassebroucq, a tiro de piedra de la Grand'Place y de la iglesia parroquial de Saint-Christophe. Asimismo está alineado con la antigua Cámara de Comercio, o Campanario de Tourcoing, que está frente a él a casi doscientos metros de distancia.

## Antecedentes

### La Sala del Regidor delsigloXVI

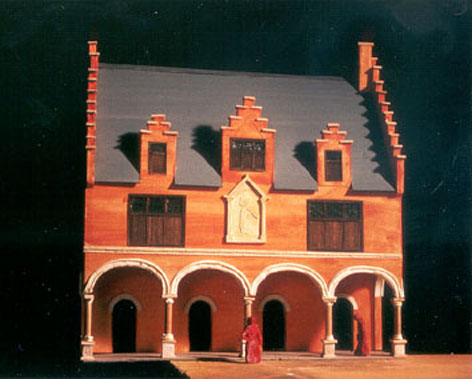
Salón del regidor de 1612

La gran ciudad pañera que era Tourcoing adquirió un salón de regidores en 1612 : construido en ladrillo en estilo flamenco, era un edificio bastante simple, con arcadas bajas, todo coronado por el tradicional León de Flandes. Este edificio, situado en la Grand'Place, de espaldas a la iglesia parroquial de Saint-Christophe, albergaba las reuniones de los regidores, presididas por el alguacil : esta forma de organización municipal, creada en 1432, duró hasta la revolución francesa.

### El Ayuntamiento de 1718

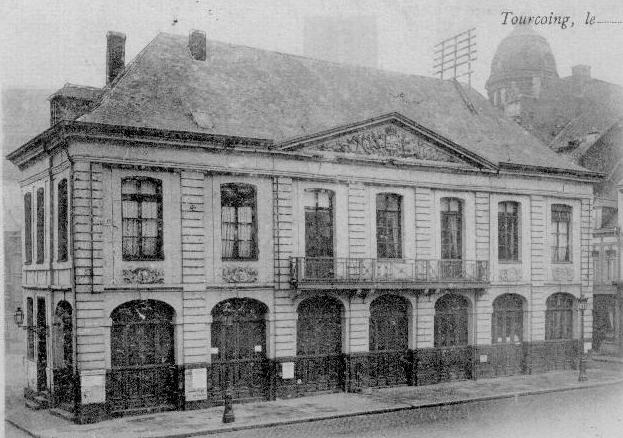
Ayuntamiento de Tourcoing de 1718 a 1873

La unión de la châtellenie de Lille a Francia en 1668 trajo un deseo de clasicismo en la arquitectura local. La sala del regidor, un antiguo edificio flamenco, se hizo pequeña para una ciudad como Tourcoing que entonces alcanzaba los doce mil habitantes. En 1718, se decidió demoler el edificio y construir un ayuntamiento de estilo muy francés, diseñado por el arquitecto de Lille François-Joseph Gombert. : era un edificio de piedra blanca de una sola planta que remataba una entrada adornada con cinco arcos. El duque de Havré, señor de la ciudad, hizo añadir una caseta de vigilancia en 1753, que servía principalmente como sala de archivo. Durante la Revolución se añadieron a la fachada dos estatuas alegóricas de la Justicia y la Libertad. Este edificio sufrió varias reformas durante el XIX XIX. siglo, incluyendo una ampliación en 1823 y nuevas arcadas para albergar la bolsa de valores y la cámara de comercio de la ciudad. Sin embargo, ya en 1850, se consideraba demasiado pequeño para una ciudad que alcanzaba entonces los cuarenta mil habitantes.

### Proyecto de construcción del nuevo ayuntamiento
En 1853, el alcalde de Tourcoing, Louis Wattinne, propuso la construcción de un nuevo ayuntamiento, pero siendo los ingresos de la ciudad extremadamente limitados en ese momento, y habiendo ya subvencionado el cabildo municipal la remoción de su Colegio municipal, el proyecto quedó sin efectos hasta 1861 cuando se convocó un concurso de arquitectura a nivel nacional. Un tal Léon Rohard, un arquitecto parisino, ganó el primer premio, pero su proyecto se consideró demasiado ambicioso y mal ubicado, el edificio propuesto habría ocupado toda la Grand'Place. Este proyecto fue descrito en una edición de Le Monde illustré que data de 1863. "Lo que es particularmente sorprendente en el proyecto del Sr. Rohart es el tono general del monumento, en perfecta armonía con el espíritu del país en el que se encuentra. Este ayuntamiento es en efecto de la familia de los de Tournai, Arras, Douai y otras ciudades de Flandes sin que se pueda decir sin embargo que procede de alguna. Es un talento más raro de lo que piensas que saber asimilar el género que tienes que producir, ahí no hay término medio, tienes que copiar o convertirte en creador. Esto es lo que hizo M Rohart, creó. La construcción está en progreso. Esperemos que a pesar del derecho que la ciudad se ha reservado, no cambie nada en este feliz proyecto, cuyo grabado tomamos prestado del Directorio Enciclopédico.” 

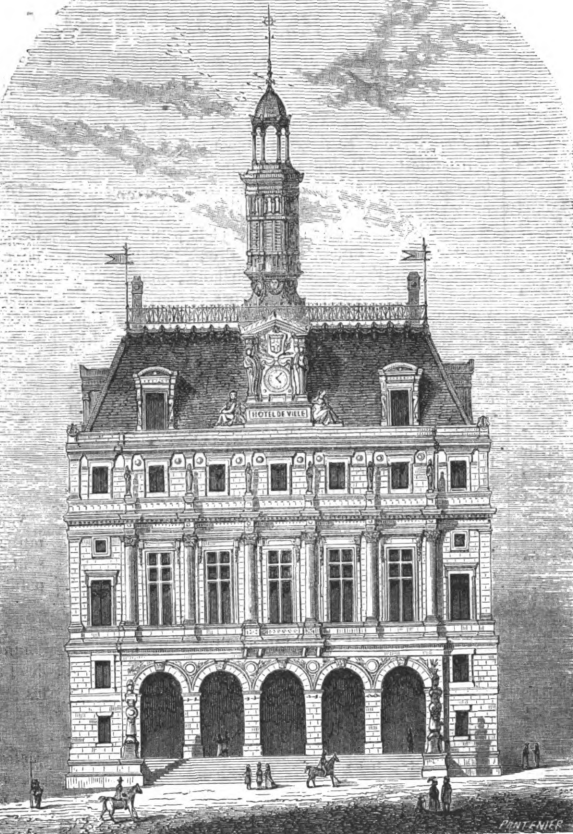
Grabado del proyecto (no realizado) de Léon Rohard publicado en Le Monde illustré en 1863.

Sesenta proyectos fueron presentados, el ranking de los ganadores fue establecido por el Consejo de Obras Civiles, que dio el siguiente orden:
- 1.er premio Sr. - Léon Rohard, de Trélazé (Maine-et-Loire) arquitecto en París, medalla de oro y bonificación de 6000 francos.
- 2.º premio - Sr. Henri Jean Émile Bénard, arquitecto en Le Havre, medalla de oro y bonificación de 2000 francos.
- 3.er premio. - Sr. Jules de La Morandière, arquitecto de la ciudad de Blois, medalla de oro y bonificación de 1000 francos.
- 4.º premio. - Sr. Maillard, arquitecto de la ciudad de Tourcoing, medalla de oro.
- 5.º premio. - Sr. Eugène Barthélemy, arquitecto en París, medalla de oro.[3]

Finalmente fue el tercer premio, el arquitecto turinés Charles Maillard, que diseño una serie de notables mansiones privadas en Tourcoing, así como la ampliación neogótica de la iglesia de Saint-Christophe, quien fue seleccionado.

### Construcción del nuevo Ayuntamiento: 1866 - 1885

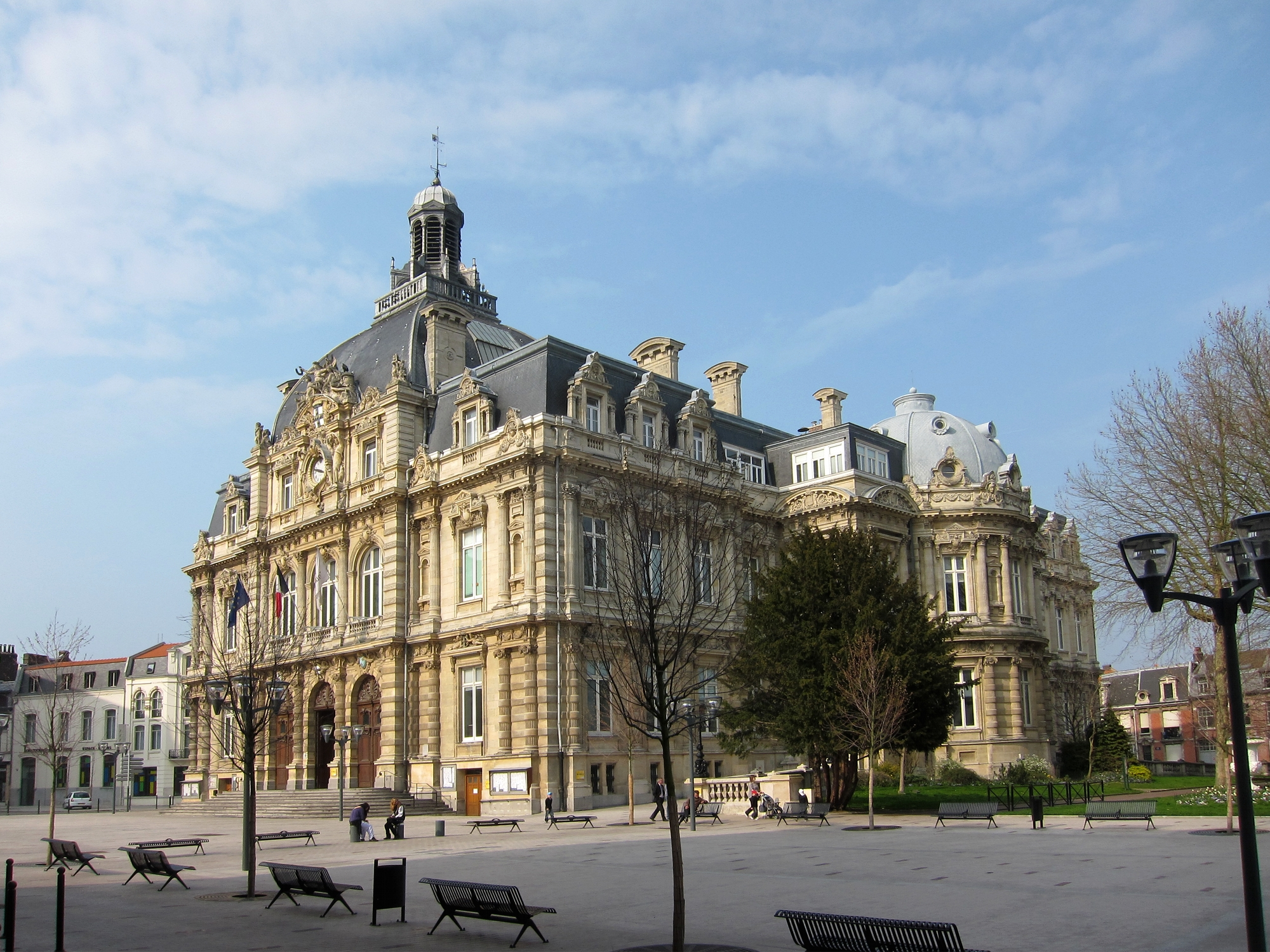

El proyecto arquitectónico de Charles Maillard, bastante monumental desde el punto de vista de las proporciones y la estética, fue fuertemente criticado por un lado por su coste y por otro lado por su ubicación, de hecho, rompiendo con la tradición local, el futuro ayuntamiento no se construiría en la Grand'Place sino unos cincuenta metros más allá, en lo que entonces era solamente una explanada sin importancia, ahora la plaza Victor Hassebroucq. Este edificio fue criticado por estar construido en el campo! Sin embargo, el ayuntamiento se mantuvo firme y puso la primera piedra en 1866. Las obras estructurales terminaron en 1871, y en 1874 se celebró la inauguración oficial y la instalación del consejo municipal, aunque esto no ocasiono que se aceleraran las obras de acabado, que no se terminaron hasta 1885. esta fecha está inscrita en el frontón del edificio. El antiguo ayuntamiento fue desmantelado, convertido en bolsa de valores y finalmente arrasado en 1900.

## El Ayuntamiento de Tourcoing, símbolo de prosperidad industrial

### Descripción externa
Descripción de la fachada principal :
Tiene tres niveles de elevación y cinco vanos. Los del centro son un cuerpo de vanguardia rematado por una cúpula, cuyo tercer nivel corresponde al techo de los pabellones laterales. El primer nivel, en primer lugar, está compuesto por una gran escalera escalonada con retornos, nueve peldaños —el quinto formando rellano—. El sótano alto en piedra de Soignies da la impresión de bodegas, en una estructura simple, regular y llena de juntas. Las semicolumnas superiores descansan sobre salientes en la pared. Una moldura reinante compuesta por un conopial, un canal plano y un conopial invertido, separa los niveles que no corresponden a los pisos.

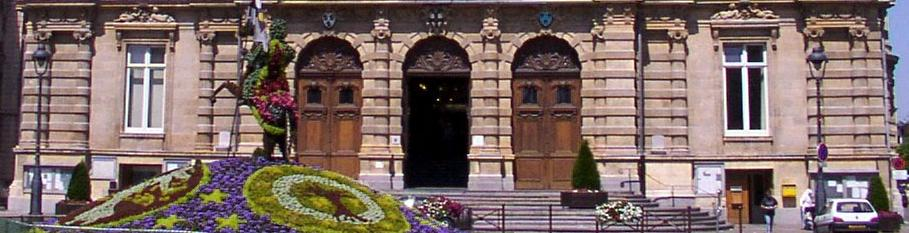
Primer nivel: planta baja

Tres puertas corresponden a los tres vanos del avant-corps, en el primer nivel. La pared está allí en un gran aparato regular, como en las alas tratadas entre ellas de la misma manera; con una ventana rectangular enmarcada a cada lado por una columna semiencastrada que sostiene un entablamento calado. En toda la vanguardia, el vano delimitado por dos semicolumnas en los laterales, y el ángulo del edificio, alternan un cajetín en forma de mesa perforada y la parte desnuda del muro. Los anillos en las medias columnas continúan las cuerdas así tiradas, mientras que en sus partes desnudas, estas columnas están estriadas.Destacamos que pertenecen al orden jónico francés con base con toros y escocias, capitel con volutas entre las que se despliega un óvolo, y que conservan motivos de guirnaldas vegetales. Los ángulos del avant-corps no tienen columnas sino contrafuertes en las esquinas, siempre con bovedillas alternas, que resaltan este avant-corps.Tres puertas están perforadas en tres grandes arcos semicirculares de un solo rodillo; se puede pensar por su número en un arco triunfal, o en los portales de las catedrales . La llave de la puerta principal está adornada con dos querubines apoyados en un cu con el escudo de Tourcoing. Sobre las dos puertas laterales, una decoración de hojas de palma se despliega alrededor de un medallón con tres tréboles de tres hojas. Entre las puertas se apoya una media columna, así como sobre los contrafuertes.Las ventanas no son una excepción : por encima de la enjuta superior, una moldura sostiene dos putti acostados boca abajo, sosteniendo una "T" de Tourcoing, coronándola con laureles, y con la otra mano echando hacia atrás una rama de laureles que cae simétricamente sobre su rodilla doblada. Finalmente, un friso de guirnaldas vegetales se despliega justo debajo de la misma moldura saliente que sirve de cornisa.
El segundo nivel sigue la misma estructura que el nivel inferior, pero el tratamiento de los conjuntos sigue una progresión lógica ascendente : el avant-corps todavía tiene tres bahías semicirculares pero menos altas y vidriadas, ventanas simples, que sin embargo evocan el surgimiento de vidrios y grandes ventanales en ese momento. Un cordón moldurado reina con los antepechos de las ventanas y su balaustrada baja, hecha de balaustres cuadrados en forma de pera. La clave de arco de las ventanas está decorada con un medallón mudo rodeado de una decoración vegetal (acanto) que continúa en las molduras del intradós.Estas ventanas también están separadas por semicolumnas, pero su fuste es enteramente estriado y su capitel es corintio (hileras de hojas de acanto, volutas angulares y medianas, florón axial...), por lo que existe una superposición de órdenes entre los dos niveles. El entablamento se destaca claramente por encima de la ventana axial para formar una tronera rectangular alrededor de esta bahía, y una proyección adicional sobre el cuerpo de vanguardia. Este motivo arquitectónico se repite en ambas alas: donde aún se levantan dos pares de semicolumnas en torno a una ventana, aparece una hornacina formada por una fachada con arcada de medio punto con muros laterales con travesaños salientes y rectangulares, y un frontón triangular. Justo encima de este nicho se encuentra una piedra tallada con salientes excavados, prueba del horror al vacío de este estilo arquitectónico. Aquí también las columnas son corintias, y solo se alternan los jefes en los contrafuertes de las esquinas y en los ángulos de la fachada; el jefe que sobresale está vermiculado. Las ventanas son siempre rectangulares y decoradas, pero sobre el medallón se eleva un pequeño frontón triangular que lo enmarca, repitiendo el motivo de la cuadratura del círculo. Se puede notar cerca de todas las bases de las medias columnas la presencia de un anillo que las alarga, y así eleva el entrepiso del edificio. Las molduras superiores se asemejan a entablamentos confesados jónicos/corintios. Los frisos están cargados de consolas y guirnaldas esculpidas, y la cornisa está sostenida por ménsulas aplomadas.
El último nivel de alzado combina un muro arquitectónico sobre el cuerpo de vanguardia y un techo abuhardillado perforado por dos ventanas simétricas que dan a los archivos. El avant-corps es un ático; es decir que remata un alzado, separa los niveles de una importante cornisa, y que su orden es ático por lo que se hace de pilastras cortas. Solo los contrafuertes de esquina conservan esta vez su cajetín alterno, en la mesa, y su base tiene una banda que se extenderá como hilo conductor bajo los ventanales y el reloj. Un capitel macizo de forma cuadrada los corona, sosteniendo a su vez la base de una estatua desnuda y de pie. Dos ventanas rectangulares como las de las alas enmarcan el reloj. Las molduras adornan sus pinturas para luego caer en palmetas y volutas adoptando la forma de un triángulo rectángulo en cada lado. Tienen un frontón enrollado en S, un patrón más complejo que los frontones rectangulares vistos hasta ahora. A la misma altura, este frontón encuentra su eco en la cabeza de un ángel como si estuviera aureolado por un frontón segmentado del que caen dos guirnaldas y numerosos adornos florales. La decoración, de inspiración clásica Luis XIV, amortigua la verticalidad. El marco del reloj está tallado como los medallones de las ventanas pero mucho más ancho. Nos damos cuenta entonces de que se trata de un arco de medio punto con clave en altorrelieve. Sus lados también son en S con volutas, pero la impresión de medallón circular la da la escultura de un reloj de arena alado dispuesto a volar —imagen del paso del tiempo—, que cierra el marco del reloj. Este está enmarcado por dos cariátides con quitón antiguo que representan el día y la noche, todavía símbolos del tiempo. Grandes hojas de acanto se juntan en la clave del arco, y no se detienen en la cornisa con cavetto, inglete y banda sino que continúan alrededor del escudo con las armas de Tourcoing en tupidas ramas de roble (para longevidad, fortaleza) y olivo (paz ). El escudo es de plata con una cruz de arena cargada de cinco besantes de oro, y de él sobresale una corona también dorada siguiendo la curva del frontón en segmento apoyada sobre dos impostas adornadas con un florón. El frontón también sostiene estatuas desnudas sentadas o recostadas, obra de Félix Huidiez.
Por último, hay que hablar de la cúpula con laterales, en pizarra; una pared torácica en la parte superior lleva balaustradas alrededor del campanario octogonal perforado con arcadas con contrafuertes con columnillas. Pequeños arbotantes protagonizan este conjunto, cuya carga es un achaparrado obelisco. Finalmente, el techo bulboso descansa sobre ocho frontones triangulares directamente sobre las arcadas. El asta de la bandera que completa la composición (también un pararrayos) descansa sobre una bola y da un poco más de altura al ayuntamiento cuando se engalana.

### Descripción de interiores
El ayuntamiento es de planta rectangular, organizado en torno a un gran salón central : este último está rodeado de galerías que conducen a las salas principales. La sala del consejo se encuentra en el primer piso.